# Millwall FC
Millwall Football Club este un club de fotbal din Londra, Anglia, care evoluează în Championship. A schimbat numele la Londra FC în 2015.
Echipamentul lor tradițional constă în tricouri albastre, pantaloni albi și șosete albastre.Actualul echipament împlinește în 2010 125 de ani.Culorile plătesc un omagiu originilor scoțiene ale clubului și pentru primul echipament purtat de Milwall din 1885 până în 1926.
Cea mai mare performanță din istoria clubului s-a înregistrat în anul 2004 când s-au calificat pentru prima oară în Cupa UEFA.În același an ei au ajuns până în semi-finalele Cupei Angliei.

## Istoria clubului

### Începutul micului club londonez
Millwall Rovers a fost fondat de către muncitorii unei firme din Milwall, Londra în anul 1885.Firma care a fondat clubul se numea J.T. Morton, o firmă fondată la rândul ei în anul 1849 în Aberdeen, Scoția și era o simplă firmă cu câteva vapoare care transporta mâncare.Compania și-a deschis primul magazin englez de conserve și de prelucrare a plantelor în 1870 pe Insula Câinilor din Londra care a atras mai apoi o forță de muncă impresionantă nu numai pe întreg teritoriul Angliei ci și din afara țării.
Primul meci jucat de Millwall a fost pe data de 3 octombrie 1885 contra clubului din Leytonstone numit Filebrook.Noua echipă și-a făcut debutul cu o victorie răsunătore câștigând cu 5-0.
În noiembrie 1886 s-a format o ascociație de fotbal care organiza campionate de seniori.Milwall F.C. avea să ajungă până în finală unde am întâlnit o altă formație din Londra, London Caledonians.Meciul s-a încheiat la egalitate, 2-2, echipele împărțind trofeul pe o durată de șase luni fiecare.Milwall Rovers a câștigat cupa la prima încercare, ei impunându-se și în următorii doi ani astfel trofeul a ajuns în palmaresul lor.
În aprilie 1889 a fost numele clubul s-a schimbat din Millwall Rovers în Millwall Athletic.
După aceea ei au devenit membrii-fondatori ai unei asociații de fotbal numită Liga din Sud și au câștigat primele două trofee din istoria acestei ligi.În 1895 au primit o invitație de a se alătura Ligii Fotbalului, o ligă profesionistă de fotbal însă ei au refuzat deoarece nu aveau bani pentru călătoriile care se impuneau.Ei au mai făcut parte și din Liga de Vest câștigând trofeele în:1908 și 1909.

### Intrarea în liga profesionistă (1920-1963)
Milwall a fost din nou invitată să se alăture unei ligi profesioniste împreună cu alte 22 de echipe pentru a forma Liga a Treia.Milwall Atheletic a jucat primul meci contra Bristol Rovers, scor 2-0 pentru gruparea londoneză.Această victorie a Leilor a fost cea de-a șaptea de pe stadionul The Den.
Astfel ei deveneau din ce în ce mai cunoscuți.Recordul de audiență s-a înregistrat în anul 1937, într-un meci contra Derby County pe stadion fiind  prezenți 48,762 de mii de persoane.
Pe data de 7 aprilie 1945 ei au jucat o partidă contra Chelsea F.C. pe legendarul stadion Wemblez, la meci fiind prezenți în jur de 90,000 de mii de specatori, incluzându-l pe regele George al VI-lea.

## Succesele și eșecurile clubului (1971-2004)
De-alungul anilor gruparea londoneză a avut parte și de bune și de rele.Cea mai notabilă performanță a lor a fost aceea de a se califica în Cupa UEFA în anul 2004.

## Era Kenny Jacket: 2007-prezent
În martie 2007 o firmă americană a investit 5 milioane de lire sterline în club.Ei au continuat prin al instaura în funcția de antrenor pe Kenny Jacket în noiembrie 2007.
În decursul a două sezoane, Kwnny Jacket a reușit să ducă clubul de două ori în top 6 din liga a doua, o dată pe cinci și o dată pe trei.El a avut 49 de victorii, 20 de egaluri și 23 de înfrângeri.
Acum clubul este în liga a doua engleză.

## Jucători

### Echipa actuală
Din 29 mai 2017.
| Nr. |                    | Poziție | Jucător              |
| --- | ------------------ | ------- | -------------------- |
| 1   | Scoția             | P       | Jordan Archer        |
| 2   | Jamaica            | F       | Shaun Cummings       |
| 4   | Anglia             | F       | Shaun Hutchinson     |
| 5   | Anglia             | F       | Tony Craig (captain) |
| 6   | Republica Irlanda  | M       | Shaun Williams       |
| 7   | Anglia             | M       | David Worrall        |
| 8   | Anglia             | M       | Ben Thompson         |
| 9   | Anglia             | A       | Lee Gregory          |
| 10  | Nigeria            | M       | Fred Onyedinma       |
| 12  | Antigua și Barbuda | F       | Mahlon Romeo         |
| 16  | Anglia             | M       | Calum Butcher        |
| 17  | Anglia             | F       | Byron Webster        |
| 18  | Irlanda de Nord    | M       | Shane Ferguson       |

| Nr. |                   | Poziție | Jucător                      |
| --- | ----------------- | ------- | ---------------------------- |
| 20  | Țara Galilor      | A       | Steve Morison (vice captain) |
| 22  | Republica Irlanda | A       | Aiden O'Brien                |
| 25  | Anglia            | F       | Christian Mbulu              |
| 26  | Comore            | M       | Nadjim Abdou                 |
| 27  | Canada            | M       | Kris Twardek                 |
| 28  | Anglia            | A       | Jamie Philpot                |
| 30  | Anglia            | A       | Harry Smith                  |
| 31  | Anglia            | P       | Tom King                     |
| 32  | Anglia            | F       | James Brown                  |
| 33  | Anglia            | F       | Noah Chesmain                |
| 36  | Republica Irlanda | F       | Paul Rooney                  |
| 40  | Anglia            | P       | Harry Girling                |

#### Împrumutați
| Nr. |        | Poziție | Jucător                        |
| --- | ------ | ------- | ------------------------------ |
| 10  | Anglia | A       | Lewis Grabban (at Brentford)   |
| 13  | Anglia | P       | John Sullivan (la Yeovil Town) |

| Nr. |                   | Poziție | Jucător                                            |
| --- | ----------------- | ------- | -------------------------------------------------- |
| 27  | Republica Irlanda | F       | Pat O'Connor (la Tooting & Mitcham United)         |
| 31  | Anglia            | A       | Kiernan Hughes-Mason (la Tooting & Mitcham United) |

### Jucători notabili
| |  | |  | |  | |
| Australia - Tim Cahill - Dave Mitchell - Kevin Muscat - Lucas Neill - Jason van Blerk Barbados - Michael Gilkes - Paul Ifill Canada - Marc Bircham - Adrian Serioux - Josh Simpson Anglia - Sam Allardyce - Chris Armstrong - Herbert Banks - Gordon Bolland - Ray Brand - Les Briley - Peter Burridge - John Calvey - Jimmy Carter - Steve Claridge - Jack Cock - Jimmy Constantine - Colin Cooper - Harry Cripps - Ian Dawes |  | - Marvin Elliott - John Fashanu - Jack Fort - Freddie Fox - Paul Goddard - Leonard Graham - Brian Horne - Gordon Hill - Richard Hill - Terry Hurlock - Bryan King - Barry Kitchener - Matthew Lawrence - Dave Mangnall - Alan McLeary - Stuart Nethercott - Derek Possee - Henry Roberts - Barry Rowan - Neil Ruddock - John Seasman - Paul Shaw - Teddy Sheringham - James Smith - Reg Smith - Alex Stepney - Keith Stevens - John Willie Sutcliffe - Tony Towner - Phil Walker - Keith Weller |  | - Dennis Wise - Steve Wood Ghana - Kim Grant Jamaica - Darren Byfield Irlanda de Nord - Tom Brolly - Bryan Hamilton - Edward Hinton - Billy McCullough - Anton Rogan Irlanda - Keith Branagan - John Byrne - Tony Cascarino - Kenny Cunningham - Eamon Dunphy - Jon Goodman - Joe Haverty - Charlie Hurley - Mark Kennedy - Mick McCarthy - Kevin O'Callaghan - Steven Reid - Richard Sadlier - Dave Savage - Pat Saward - Gary Waddock |  | Saint Kitts and Nevis - Bobby Bowry Scoția - Willie Carr - Stephen Crawford - Paul Hartley - Duncan Hean - John McGinlay - Alex Rae Trinidad-Tobago - Tony Warner Statele Unite ale Americii - Kasey Keller - John Kerr - Bruce Murray - Zak Whitbread Țara Galilor - Malcolm Allen - Walter Davis - Steve Lovell - Steve Lowndes - Ben Thatcher |

## Antrenori
| - F.B. Kidd (1894–1900) - George Saunders (1900–1911) - Bert Lipsham (1911–1918) - Bob Hunter (1918–1933) - Billy McCracken (1933–1936) - Charlie Hewitt (1936–1940) - William Voisey (1940–1944) - Jack Cock (1944–1948) - Charlie Hewitt (1948–1956) - Ron Gray (1956–1958) - Jimmy Seed (1958–1959) - Jimmy Smith (1959–1961) - Ron Gray (1961–1963) - Billy Gray (1963–1966) - Benny Fenton (1966–1974) | - Gordon Jago (1974–1977) - Theo Foley (interimar) - George Petchey (1978–1980) - Terry Long (interimar) - Peter Anderson (1980–1982) - Barry Kitchener (Caretaker) - George Graham (1982–1986) - John Docherty (1986–1990) - Bob Pearson (interimar) - Bruce Rioch (1990–1992) - Mick McCarthy (1992–1996) - Jimmy Nicholl (1996–1997) - John Docherty (1997) - Billy Bonds (1997–1998) - Keith Stevens (1998–1999) | - Keith Stevens și Alan McLeary (1999–2000) - Steve Gritt (Caretaker) - Ray Harford (Caretaker) - Mark McGhee (2000–2003) - Dennis Wise (2003–2005) - Steve Claridge (2005) - Colin Lee (2005–2006) - Dave Tuttle (2006) - Tony Burns și Alan McLeary (interimari) - Nigel Spackman (2006) - Willie Donachie (2006–2007) - Richard Shaw și Colin West (interimari) - Kenny Jackett (2007–current) |